# 吉川雅恵
吉川 雅恵（よしかわ まさえ、1923年4月20日 - 1991年12月17日）は、日本の女優。本名は吉川 美代子（旧姓：林田）。大阪府大阪市出身。旧芸名は仁保海 月子（にほみ つきこ）。宝塚歌劇団在団中の愛称は「オバァちゃん」。特技は三味線、日本舞踊。

## 経歴
梅花高等女学校（現・梅花中学校・高等学校）を中退して、1939年に宝塚少女歌劇団に入団。27期生。仁保海月子の芸名で男役として舞台に立ち、1944年に退団する。
1951年、朝日放送劇団の1期生となり、吉川雅恵と改名する。その後は、映画、テレビドラマ、舞台などで活躍する。
1991年12月17日、胃癌のため死去した。

## 出演作品

### 映画
- 佐平次捕物帳 紫頭巾（1949年、東宝）
- 右門捕物帖 まぼろし変化（1954年、宝塚映画）
- 箱入娘と番頭（1956年、宝塚映画） - とめ・仲居
- 桂春団治 世にも面白い男の一生（1956年、宝塚映画） - おさん
- てんてん娘（1956年、東宝） - おとよ
- へそくり親爺（1957年、宝塚映画） - 呑み屋の女将
- 強情親爺とピンボケ息子（1957年、宝塚映画） - 洋品店
- 夕凪（1957年、宝塚映画） - アパートの女D
- 美貌の都（1957年、東宝） - 旅館の女中
- 草笛の丘（1958年、宝塚映画） - 主婦
- 暖簾（1958年、宝塚映画） - 定吉の女房
- サザエさんの婚約旅行（1958年、宝塚映画） - 女A・若松
- 爆笑嬢はん日記（1960年、宝塚映画） - お梅
- がんばれ! 盤嶽（1960年、宝塚映画） - 小料理屋の女
- 小早川家の秋（1961年、東宝）
- 放浪記（1962年、宝塚映画）
- 風流温泉 番頭日記（1962年、宝塚映画） - おとよ
- 士魂魔道 大龍巻（1962年、宝塚映画）
- 丼池（1963年、東宝映画）
- 悪の紋章（1964年、東宝映画）
- なつかしき笛や太鼓（1967年、東宝映画）
- 沖田総司（1974年、東宝映画） - おちさの老婆
- パリの哀愁（1976年、東宝映画） - みつ
- わるいやつら（1980年、松竹）
- 白い野望（1986年、東映） - 字都宮の妻
- 極道の妻たち（1987年、東映京都）

### テレビドラマ
- 番頭はんと丁稚どん（1959年 - 1961年、MBS）
- 人生劇場（1965年、CX）
- 柔一筋（1965年、NTV）
- 細雪（1965年、NTV）
- 柔道水滸伝（1965年、CX）
- 青雲五人の男（1966年、NTV）
- 銭形平次 （CX）
  - 第45話「桐の極印」（1967年） - おさく
  - 第243話「黒い迷路」（1970年） - おしげ
- 俺は用心棒 第22話「見知らぬ旅の客」（1967年、NET）
- 帰って来た用心棒 （NET）
  - 第2話「赫い月の夜」（1968年）
  - 第32話「失踪」（1969年）
- 素浪人 花山大吉 （NET）
  - 第24話「貴様と俺とは逆だった」（1969年）
  - 第64話「三人揃ってバカだった」（1970年） - おくま
  - 第90話「先輩面して逃げていた」（1970年）
  - 第98話「恋する女は強かった」（1970年）
- 天を斬る 第24話「使命は間者」（1970年、NET）
- 木下恵介・人間の歌シリーズ 俄=浪華遊侠伝 第2話（1970年、TBS）
- 柳生十兵衛 第26話「艶笑女人の里」（1970年、CX） - お政
- 二人の世界（1970年 - 1971年、TBS） - 母親
- 徳川おんな絵巻 第21話「雪サこんこん」・第22話「さいはての花ひらく」（1971年、KTV）
- 世なおし奉行 第14話「黄金夜叉」（1972年、NET）
- 必殺仕置人 第5話「仏の首にナワかけろ」（1973年、ABC / 松竹） - お米
- ぶらり信兵衛 道場破り 第29話「ともしび」（1974年、CX） - おろく
- 白い滑走路 第9話「追憶」（1974年、TBS）
- 水戸黄門 （TBS）
  - 第3部 第24話「女海賊とにせ黄門 -平戸-」（1972年5月8日） - まつら屋の婆さん
  - 第4部 第31話「仇討無用 -日光-」（1973年8月20日） - 老婆
  - 第5部
    - 第12話「討たれに来た男 -京都-」（1974年6月17日）
    - 第24話「二人の御老公 -佐賀-」（1974年9月14日）

  - 第6部 第3話「よみがえった男 -人吉-」（1975年4月14日）
  - 第8部 第20話「虚無僧の密書-洲本-」（1977年11月28日） - おかね
  - 第9部 第25話「黄門さまの天狗退治-館林-」（1979年1月22日） - およね
  - 第11部 第11話「父子つないだ頑固そば ‐盛岡‐」（1980年10月27日） - 飴売りの婆
- 女の勲章（1976年、CX）
- 桃太郎侍 （NTV）
  - 第34話「儚い恋の花いちもんめ」（1977年） - お福
  - 第175話「嘘からでた親孝行」（1980年）
- 吉宗評判記 暴れん坊将軍 第54話「小判のお好きな女医者」（1979年、ANB） - 妙佳
- 竹とんぼ（1980年 - 1981年、NTV）
- 大捜査線（1980年、CX）　第8話「ろくでなし」‐　留美の祖母
- 木曜ゴールデンドラマ （YTV）
  - 木瓜の花（1983年）
  - あなた一人で生きて（1984年）
  - 愛と憎しみの断崖（1984年）
- 火曜サスペンス劇場 / 偽りの未亡人（1983年、NTV）
- 怪人二十面相と少年探偵団II 第11,12回（1984年） - お杉
- 春の波涛（1985年、NHK） - 貞奴
- 月曜ワイド劇場 / 再婚妻と非行少年・刑務所で生んだわが子が娘をレイプ!（1985年、ANB）
- 優しい関係（1990年、CBC）
- 和宮様御留（1991年、ANB） - 直子

### 舞台
- 古都憂愁
- 夫婦善哉
- 近松心中物語
- 夢千代日記